# Université de Kafr el-Cheik
 (juin 2018).
Si vous disposez d'ouvrages ou d'articles de référence ou si vous connaissez des sites web de qualité traitant du thème abordé ici, merci de compléter l'article en donnant les références utiles à sa vérifiabilité et en les liant à la section « Notes et références ».
L'université de Kafr el-Cheik (en arabe : جامعة كفر الشيخ) est une université publique située à Kafr el-Cheik, en Égypte.
Elle est classée par le U.S. News & World Report au 64e rang du classement régional 2016 des universités arabes.